# Steven Rice
Steven Rice (* 26. Mai 1971 in Kitchener, Ontario) ist ein ehemaliger kanadischer Eishockeyspieler, der im Verlauf seiner aktiven Karriere zwischen 1987 und 1998 unter anderem 331 Spiele für die New York Rangers, Edmonton Oilers, Hartford Whalers und Carolina Hurricanes in der National Hockey League (NHL) auf der Position des rechten Flügelstürmers bestritten hat. Seine größten Karriereerfolge feierte Rice im Trikot der kanadischen U20-Nationalmannschaft mit dem zweifachen Gewinn der Junioren-Weltmeisterschaft in den Jahren 1990 und 1991 sowie dem Gewinn des Calder Cups der American Hockey League (AHL) mit den Cape Breton Oilers im Jahr 1993.

## Karriere
Rice verbrachte seine Juniorenzeit zwischen 1987 und 1991 bei den Kitchener Rangers, dem Juniorenteam aus seiner Geburtsstadt Kitchener, das in der Ontario Hockey League (OHL) beheimatet war. Bereits nach seinem zweiten Jahr in der Liga, das er mit 67 Scorerpunkten abgeschlossen hatte, wurde er im NHL Entry Draft 1989 in der ersten Runde an 20. Gesamtposition von den New York Rangers aus der National Hockey League (NHL) ausgewählt. In der Folge des Drafts wurde der Stürmer zum Mannschaftskapitän der Kitchener Rangers ernannt und führte die Mannschaft bis in die Finalserie um den J. Ross Robertson Cup, wo sie allerdings den Oshawa Generals in sieben Spielen unterlag. Dennoch qualifizierten sich die Rangers mit der Finalteilnahme für den Memorial Cup des Jahres 1990, in dem sie im Finale ebenfalls Oshawa unterlagen. Rice selbst wurde ins All-Star-Team des Turniers berufen, ebenso im folgenden Jahr ins Second All-Star Team der OHL.
Zum Ende der Saison 1990/91 wurde der Offensivspieler erstmals in die Organisation der New York Rangers berufen und absolvierte dort in der NHL sowie im Farmteam Binghamton Rangers in der American Hockey League (AHL) erste Einsätze im Profibereich. Weitere Einsätze für New York sollten allerdings nicht folgen, da er kurz vor dem Beginn der Spielzeit 1991/92 gemeinsam mit Bernie Nicholls und Louie DeBrusk zu den Edmonton Oilers transferiert wurde. Im Gegenzug holten die Rangers Mark Messier nach New York. Bei den weiterhin ambitionierten Oilers tat sich Rice zunächst schwer. Erst in der Saison 1993/94 – und damit zwei Jahre nach dem Transfer – gelang es ihm, sich über eine gesamte Spielzeit im Kader Edmontons zu etablieren. Im Vorjahr war er als Spieler des Farmteams Cape Breton Oilers ins AHL Second All-Star Team berufen worden und hatte mit dem Team den Calder Cup, die Meisterschaftstrophäe der AHL, gewonnen.
Im Sommer 1994 wurde Rice ein sogenannter Restricted Free Agent und nahm daher ein Angebot der Hartford Whalers an. Die Oilers erhielten nach einem Schlichterspruch Bryan Marchment als Kompensation für die Verpflichtung Rices. Bei den Whalers verbrachte der Kanadier drei Spielzeiten. Mit 35 Scorerpunkten stellte er dabei in der Saison 1996/97 eine persönliche Bestmarke auf und beging im Sommer 1997 auch den Umzug mit dem Franchise, das nach Raleigh im Bundesstaat North Carolina umzog. Dort verbrachte er im Spieljahr 1997/98 im Trikot der Carolina Hurricanes seine letzte Spielzeit in der NHL und beendete schließlich dort im Alter von 27 Jahren seine aktive Karriere.
Nach einer vierjährigen Pause kehrte Rice zur Saison 2002/03 noch einmal in den semiprofessionellen Eishockeysport zurück. Er verbrachte vier Spielzeiten – bis zu deren Auflösung – bei den Cambridge Hornets in der Ontario Hockey Association (OHA) und anschließend zwei Jahre beim Ligakonkurrenten Brantford Blast. Im Sommer 2008 zog sich Rice endgültig aus dem Eishockeysport zurück.

### International
Für sein Heimatland stand Rice bei den Junioren-Weltmeisterschaften 1990 in Finnland und 1991 in Kanada auf dem Eis. Bei beiden Turnieren konnte der Stürmer mit der kanadischen U20-Nationalmannschaft die Goldmedaille gewinnen. Rice absolvierte insgesamt 14 Spiele im Rahmen der beiden Turniere, in denen er sieben Scorerpunkte beisteuerte. Darunter befanden sich alleine sechs Tore. Bei der Junioren-WM 1991 fungierte er als Mannschaftskapitän des kanadischen Teams.

## Erfolge und Auszeichnungen
- 1990 Memorial Cup All-Star Team
- 1991 OHL Second All-Star Team
- 1993 Calder-Cup-Gewinn mit den Cape Breton Oilers
- 1993 AHL Second All-Star Team

### International
- 1990 Goldmedaille bei der Junioren-Weltmeisterschaft
- 1991 Goldmedaille bei der Junioren-Weltmeisterschaft

## Karrierestatistik

### International
Vertrat Kanada bei:
- Junioren-Weltmeisterschaft 1990
- Junioren-Weltmeisterschaft 1991

(Legende zur Spielerstatistik: Sp oder GP = absolvierte Spiele; T oder G = erzielte Tore; V oder A = erzielte Assists; Pkt oder Pts = erzielte Scorerpunkte; SM oder PIM = erhaltene Strafminuten; +/− = Plus/Minus-Bilanz; PP = erzielte Überzahltore; SH = erzielte Unterzahltore; GW = erzielte Siegtore; 1 Play-downs/Relegation; Kursiv: Statistik nicht vollständig)